# Албрехт III (Бранденбург)
Вижте пояснителната страница за други личности с името Албрехт III.
Албрехт III (на немски: Albrecht III; * ок. 1250, † между 19 ноември и 4 декември 1300) от род Аскани, е маркграф на Бранденбург като сърегент от 1267 г. до смъртта си. Той принадлежи към асканската линия Бранденбург-Залцведел, която съществува от 1266 до 1317 г.

## Живот
Албрехт III е третият син на маркграф Ото III Благочестиви от Бранденбург († 9 октомври 1267) и на Беатриса (Божена Пршемисловна, † 25 май 1286), дъщеря на крал Венцеслав I от Бохемия и Кунигунда фон Хоенщауфен.

След смъртта на баща му през 1267 г. той управлява Маркграфство Бранденбург като сърегент, заедно с братята му Йохан III „Пражки“, Ото V „Дългия“ и Ото VI „Малкия“ и братовчедите му Йохан II, Ото IV „със стрелата“, Конрад I и Хайнрих I.
Политиката на Марк Бранденбург определя по неговото време братовчед му Ото IV „със стрелата“. Албрехт III управлява през 1236 г. попадналото към Бранденбург Господство Щаргард. През 1284 г. Албрехт III става единственият владетел на Щаргард и Лихен.
След смъртта на синовете му Ото и Йохан (ок. 1299) Албрехт III подарява на зет си Хайнрих II фон Мекленбург (чрез мнима покупка) господството Щаргард, което още от 1292 г. е занесено като зестра (vidualitium) в брака на дъщеря му Беатрикс с Хайнрих II.
Една година преди да умре, Албрехт III подарява през 1299 г. строежа на цистерцианския манастир Врата към небето (coeli porta) в Лихен. На 4 декември 1300 г. Албрехт III умира и е погребан в манастир Лехнин. През 1309 г. той е изместен в подарения от него манастир Врата към небето. Тленните му останки обаче по-късно се загубват.

## Фамилия
Албрехт III е женен от 1268 г. за Матилда Датска († ок. 1300), дъщеря на крал Кристоф I от Дания и съпругата му Маргарета Самбирия († 1282), дъщеря на херцог Самбор II от Померелия. Те имат децата:
- Ото (пр. 1276 – 1299)
- Йохан († 1299)
- Беатрикс († 22 септември 1314) ∞ 1292 г. за Хайнрих II, господар цу Мекленбург
- Маргарета (1270 – 1315)

∞ 1291 – 1296 за Пшемисъл II, крал на Полша и
∞ 1302 – 1309 за Албрехт III, херцог Саксония-Лауенбург